# 希亞豐加
16°32′S 28°43′E / 16.533°S 28.717°E
希亞豐加（英語：Siavonga），是贊比亞的城鎮，位於該國南部，由南部省負責管轄，是希亞豐加縣的首府，處於卡里巴水庫北岸，距離首都盧薩卡180公里，海拔高度528米，2006年人口18,000。